# آلگو کارپ
آلگو کارپ (استونیایی: Algo Kärp؛ زادهٔ ۱۳ آوریل ۱۹۸۵) اسکی‌باز صحرانوردی اهل استونی است.
وی در بازی‌های المپیک زمستانی ۲۰۱۰، بازی‌های المپیک زمستانی ۲۰۱۴ و بازی‌های المپیک زمستانی ۲۰۱۸ شرکت کرده‌است.